# Machaeridia bilineata
Machaeridia bilineata är en insektsart som beskrevs av Carl Stål 1873. Machaeridia bilineata ingår i släktet Machaeridia och familjen gräshoppor. Inga underarter finns listade i Catalogue of Life.